# Erzgebirgsstadion
A Sparkasse-Erzgebirgsstadion nevű labdarúgó-stadiont jelenleg a Bundesliga 2-ben szereplő FC Erzgebirge Aue használja. A 15 690 férőhelyes stadiont 1928-ban nyitották meg Aue városában, mely Németországban található. A pálya nem fűtött, a lelátók fedettek, világítás van, a pályafelszín füves. A stadiont 1950-ben teljesen újjáépítették.

## Fordítás
- Ez a szócikk részben vagy egészben  az   Erzgebirgsstadion című angol Wikipédia-szócikk fordításán alapul.  Az eredeti cikk szerkesztőit annak laptörténete sorolja fel. Ez a jelzés csupán a megfogalmazás eredetét és a szerzői jogokat jelzi, nem szolgál a cikkben szereplő információk forrásmegjelöléseként.